# No Time to Bleed
No Time to Bleed je drugi studijski album američkog deathcore sastava Suicide Silence, objavljen 30. lipnja 2009.

## O albumu
Snimanje albuma su dovršili u ožujku 2009., te su scene sa snimanja postavili na svoj YouTube kanal. Album se nalazio na 32. mjestu Billboard 200 top ljestvice s prodanih 14.000 primjeraka. Za pjesmu "Wake Up" su snimili spot, a remiks pjesme "Genocide" se našao na soundtracku za film Saw VI. Pjesma "...and Then She Bled" sastoji se od stvarnog poziva hitnoj službi kojeg je uputila žena koju je napala čimpanza.

## Popis pjesama
| 1.    | »Wake Up«              | 3:48 |
| 2.    | »Lifted«               | 4:08 |
| 3.    | »Smoke«                | 3:08 |
| 4.    | »Something Invisible«  | 2:57 |
| 5.    | »No Time to Bleed«     | 2:22 |
| 6.    | »Suffer«               | 3:55 |
| 7.    | »...And Then She Bled« | 4:00 |
| 8.    | »Wasted«               | 3:13 |
| 9.    | »Your Creations«       | 3:59 |
| 10.   | »Genocide«             | 2:17 |
| 11.   | »Disengage«            | 4:04 |
| 37:45 |                        |      |

## Produkcija
- Mitch Lucker – vokal
- Chris Garza – gitara
- Mark Heylmun – gitara
- Alex Lopez – bubnjevi
- Dan Kenny – bas-gitara